# .net
Pour les articles homonymes, voir .net (homonymie).
.net est un domaine de premier niveau générique ouvert d'Internet.
Domaine de premier niveau générique (gTLD) du système de noms de domaines Internet, le nom de domaine .net correspond à l'abréviation de network qui signifie « réseau » en anglais. Il s’appliquait à l’origine aux organisations présentant un lien avec les technologies réseau, comme les fournisseurs de services Internet et autres sociétés d’infrastructures réseau. Le domaine n’a jamais fait l’objet d’aucune restriction et représente aujourd’hui un espace de noms généraliste. Il reste apprécié des opérateurs réseau qui le considèrent souvent comme un substitut au nom de domaine .com.
Les inscriptions au domaine sont traitées par des bureaux d'enregistrement accrédités. Des noms de domaine internationalisés sont acceptés dans ce domaine.

## Historique
Créé en janvier 1985, le domaine .net ne figure pas dans l’appel à propositions RFC 920 – ce qui ne l’empêche pas de figurer parmi les domaines de premier niveau historiques au même titre que les noms de domaines .com, .edu, .gov, .mil et .org. À partir de 2011, le .net devient le troisième domaine de premier niveau le plus demandé, après les domaines .com et .de.
Après le rachat de Network Solutions en 2000, Verisign exploite le domaine .net jusqu'au 30 juin 2005. L’ICANN, l’organisme chargé de la gestion des domaines, lance un appel à propositions pour l’exploitation du domaine après l’expiration du contrat avec Verisign. C’est Verisign qui remporte l’appel d’offres et conserve le contrôle du registre .net pour six années de plus. Le 30 juin 2011, le contrat avec Verisign est automatiquement reconduit pour six années supplémentaires conformément à la résolution approuvée par le conseil de l’ICANN selon laquelle la reconduction est tacite tant que Verisign répond à certains critères fixés par l’ICANN.
Les enregistrements sont traités par les registraires accrédités et les noms de domaines internationalisés sont également acceptés.

## Utilisation
En plus d'être l'abréviation de « réseau », net est aussi une translittération du mot russe нет qui veut dire « non » ou « il n'y a pas ». Un nom de domaine comme « objet.net » peut donc être interprété comme « il n'y a pas d'objet ». Certains domaines exploitent cette caractéristique de façon humoristique, par exemple « mozga.net » peut laisser entendre « absence de cerveau ».
Certains fournisseurs de poker en ligne ou d'autres jeux d'argent opèrent des jeux impliquant de l’argent réel sur une adresse .com et des jeux sans argent (promu comme étant pour le plaisir ou l'éducation) sur une adresse semblable se terminant par .net. Cette ruse est utilisée pour contourner les lois relatives à la publicité des jeux d'argent en ligne aux États-Unis. Les sites .net peuvent être légalement promus et cette promotion permet de faire connaître les sites .com fonctionnant avec de l’argent réel. 
En 2013, le domaine .net est le troisième domaine de premier niveau le plus populaire, après .com et .de . Cinq ans plus tard en 2018, .net est devenu le cinquième domaine de premier niveau le plus populaire après : .com, .cn, .tk (nom de domaine national de Tokelau) et .de.

## Référence
1. ↑  (en) Request for comments no 920
2. ↑  Dossier de l’industrie relatif aux nom de domaine publié par Verisign en avril 2013
3. ↑  Dossier de l'industrie relatif aux noms de domaine publié par Verisign en avril 2013
4. ↑  (en) « Domain Name Industry Brief (DNIB) - Verisign », sur www.verisign.com (consulté le 2 mars 2019)

- (en) Cet article est partiellement ou en totalité issu de l’article de Wikipédia en anglais intitulé « .net » (voir la liste des auteurs).